# Józef Szmeja
Józef Mieczysław Szmeja (ur. 16 stycznia 1953 w Pełczycach) – polski biolog i ekolog, profesor nauk biologicznych, pracownik naukowo-dydaktyczny Uniwersytetu Gdańskiego. 

## Życiorys
W 1972 roku ukończył Liceum Ogólnokształcące im. Filomatów Chojnickich w Chojnicach, a w 1977 studia biologiczne na Uniwersytecie Gdańskim (UG) i związał z tą uczelnią całą swoją karierę zawodową. W 1985 obronił na Wydziale Biologii i Nauk o Ziemi UG pracę doktorską Biologia i ekologia populacji Lobelia dortmanna (promotor: prof. Hanna Piotrowska) i od tego roku zatrudniony na stanowisku adiunkta w Katedrze Ekologii Roślin i Ochrony Przyrody. Po doktoracie uzyskał stypendia naukowe rządu francuskiego i Szwajcarskiej Fundacji Badań Naukowych, odbył staże naukowe na Uniwersytecie w Rennes (1988–1989) i Uniwersytecie Genewskim (1991). W 1992 roku otrzymał stopień doktora habilitowanego nauk przyrodniczych w zakresie biologii, na podstawie rozprawy Struktura, organizacja przestrzenna i demografia populacji isoetydów. Studium ekologiczne roślin podwodnych. W 1995 roku utworzył w katedrze Pracownię Ekologii Wód Słodkich, którą kierował do 2020. W 1999 roku otrzymał tytuł profesora nauk biologicznych i objął funkcję kierownika Katedry Ekologii Roślin na Wydziale Biologii UG, którą pełnił do 2021. Wypromował siedmiu doktorów nauk biologicznych, w latach 1996–2005, 2008–2016 członek Senatu UG.
W swoich badaniach zajmuje się biologią i ekologią roślin wodnych (hydrofitów), przede wszystkim zagrożonych wyginięciem isoetydów, optymalizacją metod ochrony ich siedlisk i środowisk (jezior lobeliowych) w Polsce, a także zaburzeniami struktury i funkcji roślinności w ekosystemach wodnych pod wpływem antropopresji i współczesnych zmian klimatu. 
Członek organizacji i towarzystw naukowych, ciał opiniotwórczych i doradczych: Polskiego Towarzystwa Botanicznego (od 1975); Gdańskiego Towarzystwa Naukowego (od 1992); Rady Naukowej Słowińskiego Parku Narodowego (1992–1998); Komitetu Ochrony Przyrody Polskiej Akademii Nauk (1993–1998); Komitetu Badań Naukowych (zespół P04, 1994–2005); Rady Naukowej Parku Narodowego „Bory Tucholskie” (od 1996, od 2018 przewodniczący Rady); Uniwersyteckiej Komisji Akredytacyjnej (zespół studiów przyrodniczych, 2000-2005); Państwowej Rady Ochrony Przyrody (2004–2009); Polskiej Komisji Akredytacyjnej (2005–2008); Komitetu Ekologii Polskiej Akademii Nauk (2007–2014); Zespołu Integracyjno-Eksperckiego Biologii Roślin Polskiej Akademii Nauk (2009, 2010); Centralnej Komisji do Spraw Stopni i Tytułów (sekcja nauk biologicznych, rolniczych, leśnych i weterynaryjnych, 2013–2020). 

## Wybrane publikacje[8]
- Zasoby gatunków wskaźnikowych jezior lobeliowych w południowej części Pojezierza Kaszubskiego, [w:] Szmeja J. 1979. Fragmenta Floristica et Geobotanica 25: 123-143.
- Flora jezior i ich obrzeży południowej części Pojezierza Kaszubskiego, [w:]  Szmeja J. 1980. Zeszyty Naukowe Wydziału Biologii, Geografii i Oceanologii. Biologia 2: 101-116.
- The structure of a population of Lobelia dortmanna L. along a gradient of increasing depth in an oligotrophic lake, [w:] Szmeja J. 1987. Aquatic Botany 28: 15-24.
- Comparaison de la structure et du déterminisme des Littorelletea uniflorae en Poméranie (Pologne) et en Bretagne (France), [w:] Szmeja J., Clément B. 1990. Phytocoenologia 19: 123-148.
- Struktura, organizacja przestrzenna i demografia populacji isoetydów. Studium ekologiczne roślin podwodnych, [w:] Szmeja J. 1992, wyd. Uniwersytetu Gdańskiego, Gdańsk, 137 s., ISBN: 83-7017-395-0.
- An individual's status in populations of isoetid species, [w:] Szmeja J. 1994. Aquatic Botany 48: 203-224.
- Rejestr polskich jezior lobeliowych, [w:] Szmeja J. 1996. Fragmenta Floristica et Geobotanica, Ser. Polonica 3: 347-367.
- Ecological conditions and tolerance limits of isoetids along the southern Baltic coast, [w:] Szmeja J., Banaś K., Bociąg K. 1997. Ekologia Polska 45: 343-359.
- Diagnoza jezior lobeliowych w zachodniej części Pojezierza Pomorskiego, [w:] Banaś K., Bociąg K., Szmeja J. 1997. Badania Fizjograficzne nad Polską Zachodnią, ser. Botanica 46: 83-105.
- Specyfika jezior lobeliowych w krajobrazie sandrowym Borów Tucholskich, [w:] Szmeja J., Bociąg K., Banaś K. 1998. Park Narodowy „Bory Tucholskie”, s. 171-191. Banaszak J., Tobolski K. (red.). Wyd. WSP w Bydgoszczy. ISBN: 83-7096-262-9.
- Changes in the vegetation of softwater lakes under the influence of humic substances, [w:] Bociąg K., Szmeja J. 2001. Polish Journal of Ecology 49: 319-328.
- Przewodnik do badań roślinności wodnej, [w:] Szmeja J. 2006, wyd. Uniwersytetu Gdańskiego, Gdańsk, 467 s. ISBN: 83-7326-366-7.
- Program ochrony i kontroli elismy wodnej Luronium natans w Borach Tucholskich, [w:] Szmeja J., Bazydło E. 2006. Park Narodowy „Bory Tucholskie”, s. 143-174. Banaszak J., Tobolski K. (red.). Wyd. Uniwersytetu Kazimierza Wielkiego w Bydgoszczy, ISBN: 83-7096-609-8.
- Factors controlling vegetation structure in peatland lakes: two conceptual models of plant zonation, [w:] Banaś K., Gos K., Szmeja J. 2012. Aquatic Botany 96: 42-47.
- Survival and reproduction of the aquatic fern Salvinia natans (L.) All. during expansion in the Vistula Delta, south Baltic Sea coast, [w:] Szmeja J., Gałka A. 2013. Journal of Freshwater Ecology 28: 113-123.
- Poryblin jeziorny (s. 38-39), poryblin kolczasty (39-40), brzeżyca jednokwiatowa (491-493), lobelia jeziorna (506-507), elisma wodna (556-557), jeżogłówka pokrewna (661-662), [w:] Szmeja J. 2014. Polska Czerwona Księga Roślin. Kaźmierczakowa R., Zarzycki K., Mirek Z. (red.). Polska Akademia Nauk, Instytut Ochrony Przyrody. Kraków. ISBN: 978-83-61191-72-8.
- The avoidance strategy of environmental constraints by an aquatic plant Potamogeton alpinus in running waters, [w:] Robionek A., Banaś K., Chmara R., Szmeja J. 2015. Ecology and Evolution 5: 3327–3337.
- Early spring warming as one of the factors responsible for expansion of aquatic fern Salvinia natans (L.) All. in the Vistula delta (south Baltic Sea coast), [w:] Szmeja J., Gałka-Kozak A., Styszyńska A., Marsz A. 2016. Plant Biosystems 150: 532-539.
- Phenotypic trait variation and life strategy in Ranunculus reptans L. facing water level changes, [w:] Robionek-Selosse A., Banaś K., Merdalski M., Szmeja J. 2021. Botany Letters 168: 283-296.
- Structural and functional changes in macrophyte species composition in softwater lakes after 60 years of land use, [w:] Ronowski R., Chmara R., Szmeja J. 2023. Aquatic Sciences 85, 4: 1-12.

## Odznaczenia i wyróżnienia
Za osiągnięcia naukowe, dydaktyczne i organizacyjne uhonorowany nagrodami Rektora UG, Medalem Komisji Edukacji Narodowej (2020), Medalem 50-lecia Uniwersytetu Gdańskiego (2021) i Srebrnym Medalem Uniwersytetu Gdańskiego „Doctrinae Sapientae Honestati” (2023).